# صبيح المخيزيم
صبيح عبد العزيز عبد المحسن المخيزيم (مواليد 1977 م) أكاديمي وسياسي كويتي، يشغل منصب وزير الكهرباء والماء والطاقة المتجددة منذ 24 مارس 2025، بعد صدور مرسوم أميري بتعيينه في المنصب.

## التعليم الأكاديمي
حصل صبيح على بكالوريوس العلوم في الهندسة الكهربائية وعلوم الكمبيوتر من جامعة الكويت في يناير 1999، ثم امتد تعليمه خارج البلاد حيث نال ماجستيرًا في علوم وهندسة الكمبيوتر من جامعة كاليفورنيا – سان دييغو عام 2001، ثم ماجستير العلوم في الهندسة الكهربائية من جامعة ييل في ديسمبر 2003، تلاه ماجستير في الهندسة الكهربائية نفسه في ديسمبر 2004، قبل أن ينال درجة الدكتوراه في هذا التخصص في يونيو 2007.

## المسيرة الأكاديمية والإدارية
شغل مواقع أكاديمية رفيعة منها أستاذ مشارك في هندسة الكمبيوتر بجامعة الكويت (2007–2012)، وأستاذ زائر في جامعة ييل عام 2009. كما تقلّد مناصب قيادية في القطاع الأكاديمي الحكومي ما بين 2015 و2023، شملت عضوية ومناصب قيادية في مجلس الجامعات الحكومية، معهد الكويت للأبحاث العلمية، الجهاز الوطني للاعتماد الأكاديمي، و مراكز بحث وتطوير وتنظيم تعليمي متعددة.

## تحمل المسؤوليات الوزارية
تولى رسميًا منصب وزير الكهرباء والماء والطاقة المتجددة في مارس 2025 بأمر أميري، وتولى أيضًا أعمال وزير المالية ووزير دولة للشؤون الاقتصادية والاستثمار لدى صدور مرسوم أميري لاحق في أغسطس 2025.

## الإنجازات والجوائز
أثناء الفترة الأكاديمية، حصل صبيح على براءتي اختراع، وعدة جوائز أكاديمية مرموقة مثل جائزة "أفضل باحث من الشباب" و"مركز العمل المتميز" من جامعة الكويت. كما نشر عددًا من الأبحاث في مجلات ومؤتمرات دولية ومجلات علمية مرموقة.